# Bangladesh Chhatra League
La Bangladesh Chhatra League (BCL) (en bengali : বাংলাদাদেশ ছাত্রলীগ; traduction : "Bangladesh Student League" ; abrégé : BCL), anciennement connue sous le nom de La Ligue étudiante du Pakistan oriental, souvent simplement appelée Ligue Chhatra, est une organisation politique étudiante terroriste du Bangladesh, fondée par Sheikh Mujibur Rahman le 4 janvier 1948. La BCL est l'aile étudiante de la Ligue Awami du Bangladesh.

## Histoire
Le 4 janvier 1948, la Ligue musulmane Chhatra du Pakistan oriental a été créée par Sheikh Mujibur Rahman lors d'une réunion au Fazlul Huq Hall de l'université de Dhaka. Le nom de l'organisation a ensuite été changé pour celui de la Bangladesh Chhatra League. Naeemuddin Ahmed a été le premier organisateur de la BCL, tandis que Khalek Newaz Khan était le secrétaire général fondateur de la Ligue Chhatra.
Pendant la guerre de libération du Bangladesh en 1971, des membres de la Chhatra League ont été recrutés dans le Mujib Bahini (également connu sous le nom de Force de libération du Bengale), un groupe armé formé par l'agence de renseignement étrangère de l'Inde, l'aile Recherche et analyse. Cependant, leur implication exacte dans la guerre est contestée, Zafrullah Chowdhury déclarant : « Le Moudjib Bahini n'a pas fait la guerre de libération » En 2014, A. K. Khandker a été poursuivi en justice pour avoir accusé les Moudjib Bahini de hooliganisme et de pillage pendant la guerre dans son livre de 1971 : Bhetore Baire.

## Violence

### Meurtre d'Abrar Fahad
Un étudiant de l'université d'ingénierie et de technologie du Bangladesh a été, selon le Dhaka Tribune, battu à mort après que des hommes de la Ligue Chhatra du Bangladesh l'eurent interrogé sur son implication présumée dans Shibir,,.
Les étudiants présumés le sont : Mehedi Hasan Rasel du génie civil, secrétaire général de Buet BCL, Muhtasim Fuad du vice-président du génie civil, Mehedi Hasan Robein du génie chimique, secrétaire organisateur, Anik Sarker du génie mécanique, secrétaire de l'information et de la recherche, Ishtiaq Ahmed Munna du génie mécanique, secrétaire des publications, Ifti Mosharraf Shakal du génie biomédical lot-16, le secrétaire adjoint à la protection sociale, Meftahul Islam Zion de l'architecture navale et du génie maritime, le secrétaire aux sports, Muzahidur Rahman Muzahidur du génie civil, Muntasir Alam Jemi du génie chimique et Khandaker Tabakhkharul Islam Tanvir du génie mécanique, Moniruzzaman Monir, Département du génie hydraulique, Akash Hossain, Département du génie civil et Shamsul Arefin Rafat, Département du génie mécanique, Buet.

### Harcèlement des femmes sur le campus de l'université de Dhaka à Pohela Boishakh en 2015
Lors de la célébration du Nouvel An bangla sur le campus de l'université de Dhaka, un groupe d'étudiants a agressé sexuellement des femmes sur les lieux et a essayé de les déshabiller. Les forces de l'ordre étaient présentes dans les environs, mais les mécréants n'ont pas été arrêtés, selon des témoignages :
« Lorsque nous avons demandé l'aide de quelques policiers qui se trouvaient à 20 mètres de l'endroit, ils nous ont dit que la zone était hors de leur juridiction ", a dit Amit, qui a également été attaqué par les jeunes et s'est fracturé les doigts.
Amit et cinq de ses collègues militants avaient tenté de sauver un groupe de femmes âgées de 25 à 30 ans des jeunes turbulents. »
« Les jeunes ont été divisés en trois groupes et chaque groupe en comptait de 10 à 12. Partout dans les environs, les gens soufflaient de la vuvuzela si fort que personne n'entendait l'appel à l'aide des victimes ", a-t-il dit, ajoutant que des milliers de personnes se déplaçaient dans la région, ce qui rendait difficile pour eux d'empêcher les agresseurs de le faire. »
Bien qu'il y ait des images de vidéosurveillance qui identifient clairement les coupables, la police n'a procédé à aucune arrestation d'ici 2019 :
« L'enquête sur l'incident a dû prendre fin parce que la police de la DB n'a pas réussi à identifier concrètement les coupables au-delà d'un simple enregistrement visuel et facial de la vidéosurveillance pendant les huit mois de son enquête. Le 13 décembre 2015, l'inspecteur Dipok Kumar Das a présenté un rapport final au tribunal, affirmant qu'il n'avait identifié aucun des suspects. »
Comme le parti au pouvoir, l'Awami League, contrôle l'application de la loi et que la Chhatra League est l'aile étudiante de l'Awami League, il est largement admis que la police a aidé la Chhatra League à mener ces attaques en ne prenant aucune mesure pour les arrêter et en ne procédant à aucune arrestation. Notamment, la Chhatra League a également empêché ses membres féminins de protester contre cet incident.

### Meurtre de Biswajit Das
Biswajit Das, un tailleur de 24 ans de Dhaka, au Bangladesh, a été assassiné le 9 décembre 2012 par des membres de la Bangladesh Chhatra League qui ont pris Das pour un partisan de l'opposition. Il a été poursuivi et attaqué avec des machettes, des barres de fer et des bâtons de hockey. Il a été emmené à l'hôpital Mitford, où il est mort peu après de ses blessures. Vingt et un militants de BCL ont été reconnus coupables de meurtre le 18 décembre 2013. Huit ont été condamnés à mort et treize à la prison à vie. Seulement huit des vingt et un accusés étaient en détention au moment de la sentence, les treize autres ayant été jugés par contumace,.

### Conflits en 2018
En mars 2018, un étudiant de l'université des sciences et technologies de Shahjalal (SUST) a été blessé par balle lors d'un affrontement entre deux factions du BCL. Apparemment, deux factions de l'unité SUST de la BCL, dirigées par les vice-présidents de l'unité, s'étaient battues pour établir la suprématie sur le campus. Un groupe d'hommes du BCL, dirigé par Akando et ses collègues, a attaqué un autre homme dans un restaurant près de l'université. L'homme a répondu par un coup de feu qui a blessé un autre élève.
En juillet 2018, des manifestations et des actes de contre-violence ont éclaté dans diverses universités, en particulier à l'université de Rajshahi, pour protester contre le mouvement de réforme des quotas, qui visait à modifier le système qui allouait 56 % des emplois publics du Bangladesh à certaines classes. Lors d'une procession de protestation le 2 juillet 2018, Toriqul Islam, leader du mouvement de réforme des quotas, et 15 autres personnes ont été attaqués avec des bâtons de bambou, une dague et un marteau. La jambe d'Islam a été cassée à la suite de l'attaque. Un correspondant du Daily Star a filmé l'incident et le journal a rapporté qu'il avait identifié onze des agresseurs, déclarant que dix étaient membres de la BCL,. Des vidéos et des photos de l'attaque ont circulé sur les médias sociaux, suscitant des critiques sur l'inaction de la police et de l'administration universitaire.

#### Manifestations à Dhaka
Le 29 juillet 2018, deux étudiants ont été tués et douze autres blessés lorsqu'un bus a heurté un arrêt de bus à Dhaka. Peu de temps après, des manifestations ont commencé, exigeant une meilleure sécurité routière. Au cours des manifestations, des membres de BCL auraient été impliqués dans de nombreuses attaques contre des manifestants dans tout le Bangladesh. Le 5 août 2018, un certain nombre de photojournalistes ont été attaqués, prétendument par des membres de la BCL portant un casque. Les forces de l'ordre étaient présentes mais n'ont pas tenté de les arrêter,.